# Yngre Læger
Yngre Læger (eller blot YL), er en forening under Lægeforeningen, som særligt har til formål at varetage yngre lægers faglige og økonomiske interesser samt at yde støtte til medlemmer i tilfælde af konflikt. Foreningen har ca. 15.000 medlemmer, og gennemsnitsalderen er ca. 39 år.
De fleste medlemmer er i gang med at uddanne sig til speciallæger og ca. en fjerdedel er allerede speciallæger.
Foreningens tidligere navn var Foreningen af Yngre Læger (FAYL).

## Eksterne links
- Yngre Lægers hjemmeside Arkiveret 23. oktober 2012 hos  Wayback Machine
- Lægeforeningens portal

| Lægevidenskab | Spire Denne artikel om lægevidenskab er en spire som bør udbygges. Du er velkommen til at hjælpe Wikipedia ved at udvide den. |